# 仁淀病院
いの町立国民健康保険仁淀病院（いのちょうりつこくみんけんこうほけんによどびょういん）は、高知県吾川郡いの町にある医療機関。

## 沿革

### 年表
- 1950年(昭和25年)-仁淀地区国民健康保険組合を設立
- 1952年(昭和27年)-6町村による組合病院として開院
- 1972年(昭和47年)-現在地へ新築移転
- 1978年(昭和53年)-救急告示病院指定
- 2005年(平成17年)-組合を解散し、町立病院に名称変更、附属吾北診療所を新設

## 診療科等
- 内科
- 外科
- 整形外科
- 皮膚科
- 泌尿器科
- 婦人科
- 眼科
- 耳鼻咽喉科
- 放射線科
- 小児科

## 医療機関指定
出典
| 健康保険法指定医療機関   | 国民健康保険療養取扱機関     |
| 労災保険指定医療機関     | 生活保護法指定医療機関       |
| 原爆被ばく者指定医療機関 | 結核予防法指定医療機関       |
| 介護医療院               | 身体障害者福祉法更正医療指定 |
| 児童福祉法育成医療指定   | 居宅介護支援事業所指定       |
| 救急告示病院             |                              |

## 交通アクセス
- JR土讃線伊野駅またはとさでん交通伊野線鳴谷停留場より徒歩
- 県交北部交通「仁淀病院」バス停すぐ